# Cashion
Cashion is een plaats (town) in de Amerikaanse staat Oklahoma, en valt bestuurlijk gezien onder Kingfisher County en Logan County.

## Demografie
Bij de volkstelling in 2000 werd het aantal inwoners vastgesteld op 635.
In 2006 is het aantal inwoners door het United States Census Bureau geschat op 767, een stijging van 132 (20,8%).

## Geografie
Volgens het United States Census Bureau beslaat de plaats een oppervlakte van
2,8 km², geheel bestaande uit land. Cashion ligt op ongeveer 293 m boven zeeniveau.

## Plaatsen in de nabije omgeving
De onderstaande figuur toont nabijgelegen plaatsen in een straal van 24 km rond Cashion.